# Konrad Enke

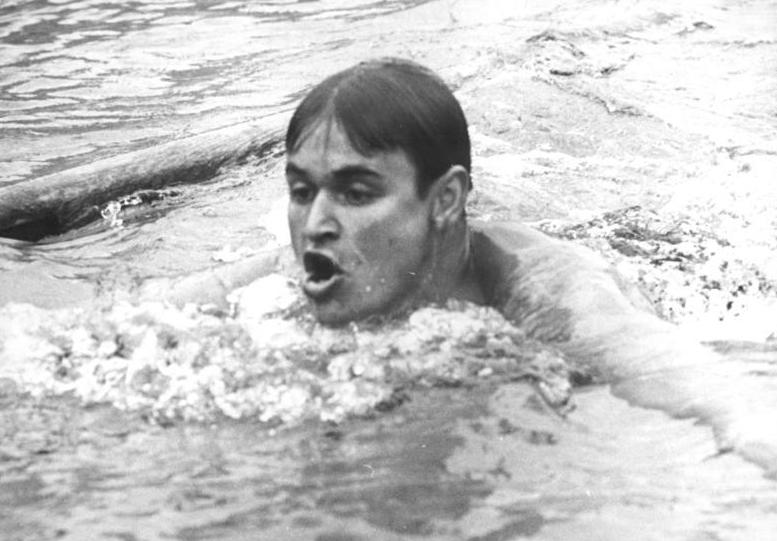
Konrad Enke (SC Rotation Leipzig) siegte am 2. August 1956 über 200 m Brust in 2:41,5 min

Konrad Enke (* 23. Juli 1934 in Pößneck; † 13. November 2016 ebenda) war ein deutscher Schwimmer. Er war einer der besten Brustschwimmer in der DDR.

## Werdegang
Am 11. August 1959 schwamm Konrad Enke, der für den SC Rotation Leipzig antrat, über 200 m Brust mit 2:38,4 min einen neuen Europarekord und zudem Weltbestleistung. Nach der Beendigung des Hochleistungssports wurde er im TSV 1858 Pößneck aktiv, entwickelte Trainingsmethoden, förderte die Kinder- und Jugendspartakiade und forcierte die Nachwuchsarbeit. Später übernahm er die Schwimmkurse und war noch in diesem Verein aktiv.

## Erfolge
- Meister des Sports im Brustschwimmen
- 4-facher DDR-Jugendmeister
- 16-facher Meister der DDR
- Europarekord über 200 m Brustschwimmen 2:38,4 min
- Teilnehmer der Europameisterschaften 1954 und 1958
- Teilnehmer der Olympischen Spiele 1960 in Rom – 21. Platz
- 28 Rekordverbesserungen der DDR
- 9 Jahre Mitglied der Nationalmannschaft des DSSV der DDR
- Länderkampfnadel des DSSV der DDR in Silber